# Liacarus indentatus
Liacarus indentatus är en kvalsterart som först beskrevs av Aoki 1973.  Liacarus indentatus ingår i släktet Liacarus och familjen Liacaridae. Inga underarter finns listade i Catalogue of Life.